# Скарборо (Тринідад і Тобаго)
Скарборо (англ. Scarborough) — найбільше місто і столиця Тобаго, меншого з двох населених островів держави Тринідад і Тобаго.

## Історія
Є столицею острова з 1769 року (прийнявши цей статус від Джорджтауна). Спочатку місто будувалося навколо форту Кінг-Джордж, названого в честь короля Великої Британії Георга III. Зараз у форті розташований історичний музей. Під управлінням Франції місто носило назву Порт-Луї (фр. Port Louis).

## Транспорт
Пов'язаний поромом з Порт-оф-Спейном, столицею держави, розташованої на острові Тринідад. Авіасполучення забезпечується аеропортом Краун-Пойнт, що знаходиться в однойменному містечку.